# Cláudia Jimenez
Cláudia Maria Patitucci Jimenez (Rio de Janeiro, 18 de novembro de 1958 – Rio de Janeiro, 20 de agosto de 2022) foi uma atriz, humorista, dubladora e roteirista brasileira. Ao longo de sua carreira, recebeu diversos prêmios, incluindo um Prêmio APCA e o prêmio de Melhor Atriz pelo Festival de Brasília, além de ter recebido indicação para um Troféu Imprensa.
Jimenez iniciou sua carreira no teatro, tendo sua estreia profissional em A Ópera do Malandro, de 1978, como a prostituta Mimi Bibelô. Em 1979 estreou na televisão fazendo uma participação especial na série Malu Mulher, mas foi a partir da década de 1980 que começou a se destacar, trabalhando com humor em programas como Os Trapalhões, Viva O Gordo e Chico Anysio Show. Ela também realizou participações em novelas, como Eu Prometo (1983) e Ti Ti Ti (1985). Entre 1990 e 1993 participou do seriado Escolinha do Professor Raimundo, onde interpretou uma de suas personagens mais famosas, a Cacilda. Por esse trabalho, ela se saiu vencedora do Prêmio APCA de melhor comediante.
No cinema, ela começou fazendo pequenas participações em filmes de sucesso como Gabriela, Cravo e Canela (1983), Ópera do Malandro (1986) e Romance da Empregada (1987). Mas foi no filme O Corpo, de 1991, que ela ganhou maior reconhecimento, onde atuou como a protagonista Bia. Ela recebeu muitos elogios por seu desempenho e foi agraciada com o Troféu Candango de Melhor Atriz, no Festival de Cinema de Brasília. Em 1992 estreou como protagonista no teatro no monólogo Como Encher um Biquíni Selvagem, recebendo muitos elogios por sua atuação. Cláudia se popularizou ainda mais ao integrar o elenco do seriado Sai de Baixo, em 1996, interpretando a doméstica Edileuza do Espírito Santo durante a primeira temporada do programa. Em 1998 voltou às novelas como a cômica Bina Colombo em Torre de Babel. Sua personagem ganhou muita repercussão por seus bordões e ela foi aclamada pela crítica, recebendo uma indicação ao Troféu Imprensa de Melhor Atriz.
Nos anos subsequentes, tornou-se uma das atrizes mais populares e renomadas do país sendo presença constante em produções na televisão e no teatro, especialmente por sua veia cômica na interpretação. Entre 1999 e 2001 atuou como Glorinha no seriado Zorra Total. Em 2001 voltou às novelas em As Filhas da Mãe. Em 2005 interpretou a mexicana Consuelo na novela América. Em 2007 se destacou na novela Sete Pecados, como a anja atrapalhada Custódia, sendo indicada ao Prêmio Contigo! de Melhor Atriz Coadjuvante. Entre outros trabalhos, destacou-se como a protagonista do seriado A Vida Alheia (2010), a falsa vidente Mãe Iara em Aquele Beijo (2011), a radialista Jesuína em Sexo e as Negas (2014) e a rica Lucrécia Abdalla em Haja Coração (2016).

## Biografia
Nascida em 18 de novembro de 1958 no Rio de Janeiro numa família com raízes espanholas e italianas, Cláudia é formada no Curso Normal, fez especialização em maternal e jardim-de-infância, além de teatro amador no Tijuca Tênis Clube.
Em 1978 faz sua estreia no teatro profissional, interpretando a prostituta Mimi Bibelô na primeira montagem de Ópera do Malandro, de Chico Buarque, ao lado de Ary Fontoura e Marieta Severo. O produtor Maurício Shermann a viu na peça e a convidou para ir à TV Globo. Cláudia foi convidada para participar da abertura do programa Viva o Gordo e logo entrou para o elenco do programa, onde permaneceu por quatro anos. Simultaneamente, também fez participações no programa Os Trapalhões. Sua performance cômica chamou a atenção de Chico Anysio, que a convidou para atuar em vários de seus programas, como Chico Anysio Show e Escolinha do Professor Raimundo. Ao lado de Chico viveu várias personagens, como a ninfomaníaca Pureza, a sádica enfermeira Alda e a inesquecível Dona Cacilda, uma aluna namoradeira e paródia da apresentadora Xuxa, com o bordão Beijinho-Beijinho Pau-Pau!. A atriz faleceu no dia 20 de agosto de 2022, aos 63 anos, de insuficiência cardiaca

## Carreira

### Carreira na televisão
Estreou em 1979 na Rede Globo em uma participação na série Malu Mulher. No início da década de 1980, participou do elenco do humorístico Os Trapalhões. No ano seguinte, fez uma participação na telenovela Jogo da Vida; assim como, também ingressou em outro humorístico Viva o Gordo, exercendo várias personagens por três anos. Em 1982, iniciou sua parceria com Chico Anysio, atuando em seu programa, o Chico Anysio Show.
Em 1983, fez uma participação em um episódio do seriado Mário Fofoca, e no mesmo ano, interpretou Lurdeca na telenovela Eu Prometo. Dois anos mais tarde, foi a Lazinha de Ti Ti Ti, além de fazer uma participação especial como a mãe do personagem Bacana (Jonas Torres) em Armação Ilimitada. Em 1990, integrou o elenco humorístico Escolinha do Professor Raimundo, atuando como a aluna Dona Cacilda, permanecendo até o fim do programa em 1995.
Em 1991, participou do humorístico Estados Anysios de Chico City. Três anos mais tarde, participou da série Confissões de Adolescente no episódio "A Melhor Amiga". Em 1995, esteve em Xuxa Especial: Deu a Louca na Fantasia. No ano seguinte, fez participação no programa Você Decide, no episódio "Bígama de Brás de Bina", assim como, também esteve na primeira temporada do sitcom Sai de Baixo como a doméstica Edileuza. Nos dois anos posteriores, foi Glorinha e Enfermeira Alda em Chico Total e a garçonete Bina Colombo na telenovela Torre de Babel, esta última, sendo indicada como Melhor Atriz no Troféu Imprensa de 1999. Posteriormente, deu vida as personagens Glorinha e Greice Quéle no Zorra Total, durante dois anos.
Em 2000, participou da série Brava Gente no episódio "O Retorno de Ulisses". Nos três anos seguintes, foi Dagmar Cerqueira na telenovela As Filhas da Mãe; esteve em Os Normais como Sara; além de interpretar Bibi no especial de fim de ano Papo de Anjo. Em 2004, esteve em Sitcom.br, quadro do Fantástico. No ano seguinte, foi Consuelo em América.
Em 2007, interpretou a anja Custódia na telenovela Sete Pecados, papel que lhe rendeu duas indicações ao Prêmio Contigo! de TV de 2008 nas categorias de Melhor Atriz Coadjuvante e Melhor Par Romântico (com o ator Rodrigo Phavanello). Nos três anos seguintes, foi a picareta Violante Gonçalves em Negócio da China; a jornalista Alberta Peçanha na série A Vida Alheia, além de viver a falsa vidente Mãe Iara em Aquele Beijo. Em 2012, participou da série As Brasileiras como Augusta, protagonista do episódio "A Inocente de Brasília". Posteriormente, viveu a misteriosa Zélia em Além do Horizonte, mas precisou se afastar devido a uma cirurgia no coração. Nos anos seguintes atuou como a radialista Jesuína em Sexo e as Negas, e voltou as novelas, como a ricaça Lucrécia Abdala em Haja Coração. Em 2018, protagonizou a minissérie Infratores, no Fantástico como a professora de autoescola Bibi. No mesmo ano, faria uma participação na novela Deus Salve o Rei, mas passou mal e deixou as gravações, sendo substituída por Cristina Mutarelli.

### Carreira no cinema
Estreou nas telonas em 1983 como Dona Olga em Gabriela. Dois anos mais tarde, foi Eni em Urubus e Papagaios. Em 1986, participou dos filmes Ópera do Malandro e A Dança dos Bonecos como Fiorella e Almerinda, respectivamente. No ano seguinte, interpretou 'a mulher do padeiro' em Os Trapalhões no Auto da Compadecida e esteve em Romance da Empregada como uma religiosa.
Em 1991, interpretou Bia no longa O Corpo, personagem que lhe garantiu o Festival de Brasília na categoria de Melhor Atriz. Sete anos depois, voltou ao cinema como uma delegada em Como Ser Solteiro. Em 2006, após quase uma década de ausência nas telonas, estreou como dubladora da mamute Ellie no filme A Era do Gelo 2; algo que se repetiria três anos mais tarde em A Era do Gelo 3. A atriz optou por não mais dublar a personagem e foi substituída pela dubladora Carla Pompílio.

### Carreira no teatro
No teatro, teve destaque no monólogo Como Encher um Biquíni Selvagem, com texto e direção de Miguel Falabella, em 1996. Em 2003, novamente lado de Falabella, fez Batalha de Arroz num Ringue para Dois, de Mauro Rasi. No ano seguinte, dividiu o palco com Ernani Moraes, na comédia Pequeno Dicionário Amoroso, de Jorge Fernando. Em 2010, participou do espetáculo Mais Respeito que Sou Tua Mãe!, escrita pelo argentino Hernán Casciari e dirigida por Falabella.

## Vida pessoal

### Obesidade e estereótipos
Apesar do bom humor ao narrar os fatos, Cláudia Jimenez dizia-se vítima de gordofobia pela sociedade, para exemplificar tal situação que gerava constrangimento, ela citava a ocasião na qual estava passando sua lua de mel na cidade de Nova Friburgo, localizada na região Serrana Fluminense; quando ela ao descer do Teleférico do Suspiro foi ridicularizada por uma pessoa que, debochando, disse que o teleférico estava testado e que não mais desabaria por excesso de peso.
Por conta de questões de sua saúde sensível, teve que perder peso em função dos cuidados exigidos por seu coração. Nesta situação, Jimenez chegou a ser alvo de um polêmico debate que atinge os humoristas com sobrepeso: a de que o comediante corre o risco de perder a graça se emagrecer; preocupada com as críticas sobre essa questão, Cláudia preferiu demonstrar o seu talento como profissional de humor, recusando o estereótipo de "gordinha engraçada".

### Relações
Em sua vida pessoal, Jimenez namorou tanto mulheres, como homens. Em 2008, terminou seu relacionamento com a personal trainer Stella Torreão, com quem era casada desde 1998. Após o término, ela teve diversos namoros, entre eles, com a cantora Leila Pinheiro, a quem Cláudia fez a direção artística do show Catavento e Girassol em 1997 e o ator Rodrigo Phavanello, seu par romântico na novela Sete Pecados. A atriz também se envolveu com o ator Todd Rotondi, quando este esteve no Brasil. Em 2010, Jimenez e Torreão retomaram a relação e voltaram a viver juntas.

### Saúde
Em 1987, foi submetida a sessões de radioterapia para tratar um câncer no mediastino e que, segundo os médicos, pode ter enfraquecido os tecidos de seu coração. Em 1999, submeteu-se a uma cirurgia cardíaca para colocar cinco pontes de safena.
Em 2012, Cláudia passou por sua segunda cirurgia no coração, desta vez para reparar sua válvula aórtica, e em 2013, precisou se afastar das gravações da novela Além do Horizonte por conta de cirurgia para colocação de um marca-passo.

### Morte
A atriz faleceu aos 63 anos, na manhã de 20 de agosto de 2022. Ela estava internada no Hospital Samaritano, localizado no bairro de Botafogo, na Zona Sul do Rio de Janeiro. A causa da morte foi insuficiência cardíaca, devido ao tratamento de câncer no mediastino. Na ocasião o Governo do Estado do Rio de Janeiro emitiu uma nota de pesar pela morte da atriz.

## Homenagens póstumas
Em 18 de novembro de 2023, o popularmente conhecido "Baixo Bebê", localizado as margens da Lagoa Rodrigo de Freitas, na cidade do Rio de Janeiro, recebeu a denominação oficial de "Espaço Cláudia Jimenez". A data escolhida para a inauguração deveu-se por ser o aniversário de 65 anos de Cláudia, que a atriz comemoraria caso ainda estivesse viva (a atriz faleceu em 2022). No local foi instalada uma placa de aço com três frases que Cláudia Jimenez usava com frequência: “A vida não tem ensaio: quando abrem as cortinas, é pra valer”, “A matéria-prima do artista é a vida” e “O riso salva”. Próximo do local funciona o Espaço Stella Torreão, centro de bem-estar e atividade física, administrado por Stella Torreão, viúva de Cláudia.

## Filmografia

### Televisão
| Ano     | Título                                 | Personagem                                      | Nota                                       |
| ------- | -------------------------------------- | ----------------------------------------------- | ------------------------------------------ |
| 1979    | Malu Mulher                            | Aline                                           | 1 episódio                                 |
| 1980–83 | Os Trapalhões                          | Várias personagens                              |                                            |
| 1981–84 | Viva o Gordo                           | Várias personagens                              |                                            |
| 1981    | Jogo da Vida                           | Mulher na platéia do tribunal                   | Participação                               |
| 1982–90 | Chico Anysio Show                      | Pureza / Cacilda / Enfª. Alda                   |                                            |
| 1983    | Mário Fofoca                           | Pedrita                                         | Episódio: "A Cigana Me Enganou"            |
| 1983    | Eu Prometo                             | Lurdes Sandoval (Lurdeca)                       |                                            |
| 1985    | Ti Ti Ti                               | Lazinha                                         | Participação especial                      |
| 1985    | Armação Ilimitada                      | Lambida                                         | Episódio: "Um Triângulo das Bermudas"      |
| 1989–92 | Os Trapalhões                          | Várias personagens                              |                                            |
| 1990–93 | Escolinha do Professor Raimundo        | Cacilda                                         |                                            |
| 1991    | Estados Anysios de Chico City          | Várias personagens                              |                                            |
| 1994    | Confissões de Adolescente              | Cleonice                                        | Episódio: "A Melhor Amiga"                 |
| 1995    | Xuxa Especial: Deu a Louca na Fantasia | Bruxa Caxilda                                   | Especial de fim de ano                     |
| 1996    | Você Decide                            | Abigail                                         | Episódio: "Bígama de Brás de Bina"         |
| 1996    | Sai de Baixo                           | Edileuza do Espírito Santo                      | Temporada 1                                |
| 1997    | Chico Total                            | Glorinha / Enfª. Alda / Patricinha / Vera Cotia |                                            |
| 1998    | Torre de Babel                         | Balbina Teixeira Colombo (Bina)                 |                                            |
| 1999–01 | Zorra Total                            | Glorinha / Greice Quele                         |                                            |
| 2000    | Brava Gente                            | Alzira                                          | Episódio: "O Retorno de Ulisses"           |
| 2001    | As Filhas da Mãe                       | Dagmar Cerqueira / Dadá Fortuna                 |                                            |
| 2002    | Os Normais                             | Sara                                            | Episódio: "Especialmente Normal"           |
| 2003    | Papo de Anjo                           | Bibi                                            | Especial de fim de ano                     |
| 2004    | Sitcom.br                              | Kiki                                            | 1 episódio                                 |
| 2005    | América                                | Consuelo Torres Serrano                         |                                            |
| 2007    | Sete Pecados                           | Custódia Celestina                              |                                            |
| 2008    | Negócio da China                       | Violante Gonçalves                              |                                            |
| 2010    | A Vida Alheia                          | Alberta Peçanha                                 |                                            |
| 2011    | Aquele Beijo                           | Iara dos Santos (Mãe Iara)                      |                                            |
| 2012    | As Brasileiras                         | Augusta Barreto de Souza Ramil                  | Episódio: "A Inocente de Brasília"         |
| 2013    | Além do Horizonte                      | Zélia Pinheiro                                  | Episódios: "20 de novembro–20 de dezembro" |
| 2014    | Sexo e as Negas                        | Jesuína de Paula                                |                                            |
| 2016    | Haja Coração                           | Lucrécia Abdala Varella                         |                                            |
| 2018    | Infratores                             | Profª. Bibiana Andrade (Bibi)                   |                                            |

### Cinema
| Ano  | Título                               | Papel          |
| ---- | ------------------------------------ | -------------- |
| 1983 | Gabriela, Cravo e Canela             | D. Olga Bastos |
| 1985 | Urubus e Papagaios                   | Eni            |
| 1986 | Ópera do Malandro                    | Fiorella       |
| 1986 | A Dança dos Bonecos                  | Almerinda      |
| 1987 | Os Trapalhões no Auto da Compadecida | Margarida      |
| 1987 | Romance da Empregada                 | Irmã Débora    |
| 1991 | O Corpo                              | Beatriz (Bia)  |
| 1998 | Como Ser Solteiro                    | Delegada       |
| 2006 | A Era do Gelo 2                      | Ellie (voz)    |
| 2009 | A Era do Gelo 3                      | Ellie (voz)    |

## Teatro
| Ano  | Título                                |
| ---- | ------------------------------------- |
| 1978 | A Ópera do Malandro                   |
| 1992 | Como Encher um Biquíni Selvagem       |
| 2003 | Pequeno Dicionário Amoroso            |
| 2004 | Batalha de Arroz num Ringue para Dois |
| 2008 | No Natal a Gente Vem te Buscar        |
| 2010 | Mais Respeito que Sou Tua Mãe!        |

## Prêmios e indicações
| Ano  | Associações                         | Categoria                                     | Nomeações                       | Resultado | Ref.    |
| ---- | ----------------------------------- | --------------------------------------------- | ------------------------------- | --------- | ------- |
| 1987 | Prêmio Mambembe                     | Melhor Atriz Coadjuvante em Peça Infantil     | Pluft, o Musical                | Indicado  | [ 102 ] |
| 1988 | Prêmio Mambembe                     | Melhor Atriz em Peça Infantil                 | A Bela Aborrecida               | Indicado  | [ 103 ] |
| 1988 | Prêmio Coca-Cola de Teatro Infantil | Melhor Atriz                                  | A Bela Aborrecida               | Venceu    | [ 104 ] |
| 1990 | Troféu Imprensa                     | Melhor Comediante Feminina                    | Escolinha do Professor Raimundo | Indicada  |         |
| 1990 | Prêmio Coca-Cola de Teatro Infantil | Melhor Produção de Peça Infantil              | Esfiha, uma Gênia da Pesada     | Indicada  | [ 105 ] |
| 1991 | Festival de Cinema de Brasília      | Melhor Atriz                                  | O Corpo                         | Venceu    | [ 106 ] |
| 1991 | Prêmio APCA de Televisão            | Melhor Atriz Comediante                       | Escolinha do Professor Raimundo | Venceu    | [ 106 ] |
| 1991 | Troféu Imprensa                     | Melhor Comediante Feminina                    | Escolinha do Professor Raimundo | Venceu    | [ 106 ] |
| 1992 | Troféu Imprensa                     | Melhor Comediante Feminina                    | Escolinha do Professor Raimundo | Indicada  | [ 106 ] |
| 1993 | Troféu Imprensa                     | Melhor Comediante Feminina                    | Escolinha do Professor Raimundo | Indicada  | [ 106 ] |
| 1999 | Troféu Imprensa                     | Melhor Atriz                                  | Torre de Babel                  | Indicada  | [ 106 ] |
| 2001 | Prêmio Qualidade Brasil - RJ        | Melhor Atriz Teatral Comédia                  | Pequeno Dicionário Amoroso      | Indicada  | [ 106 ] |
| 2008 | Prêmio Contigo! de TV               | Melhor Atriz Coadjuvante em Série ou Novela   | Sete Pecados                    | Indicada  | [ 106 ] |
| 2008 | Prêmio Contigo! de TV               | Melhor Par Romântico (com Rodrigo Phavanello) | Sete Pecados                    | Indicada  | [ 106 ] |